# James L. Buckley

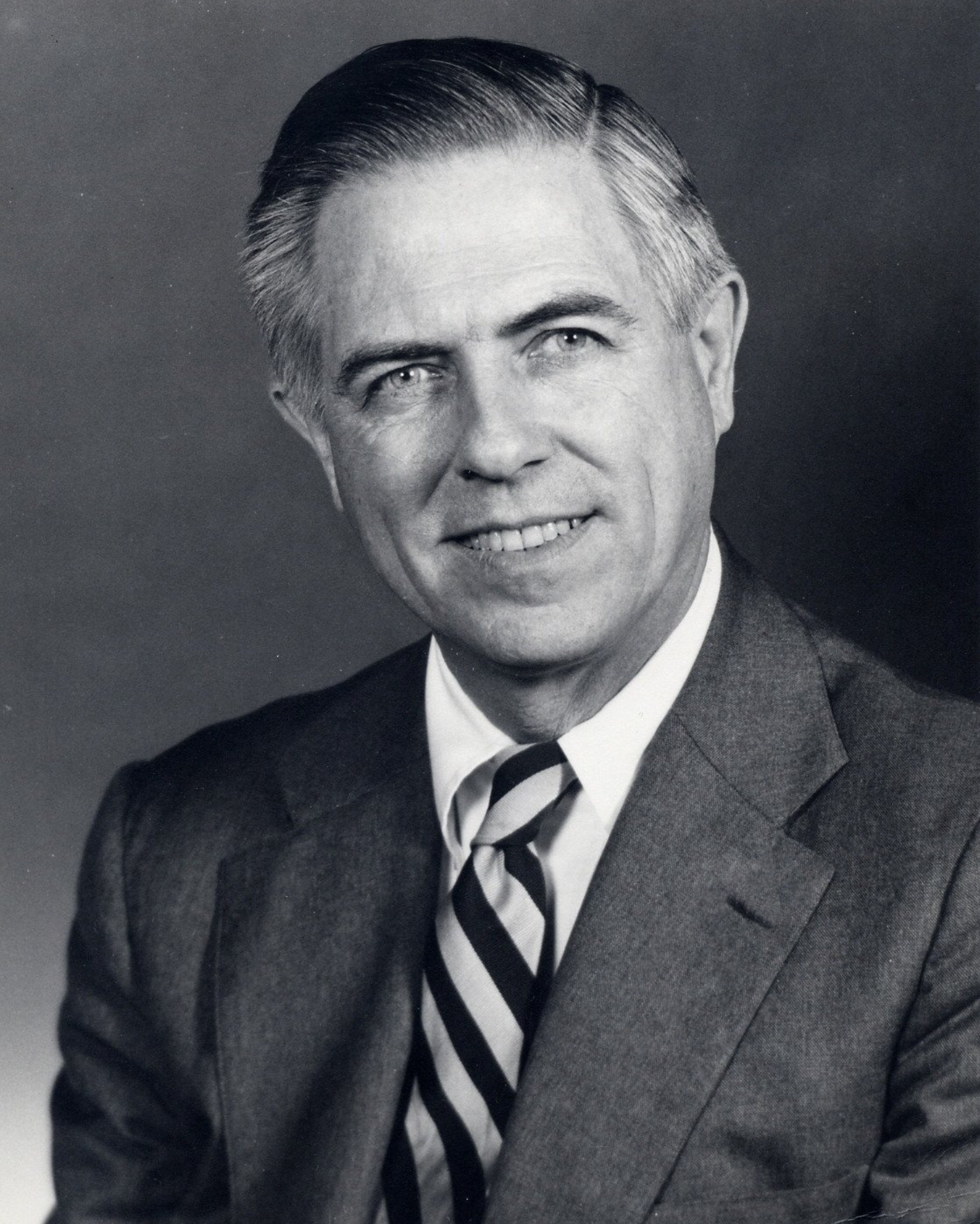
James L. Buckley

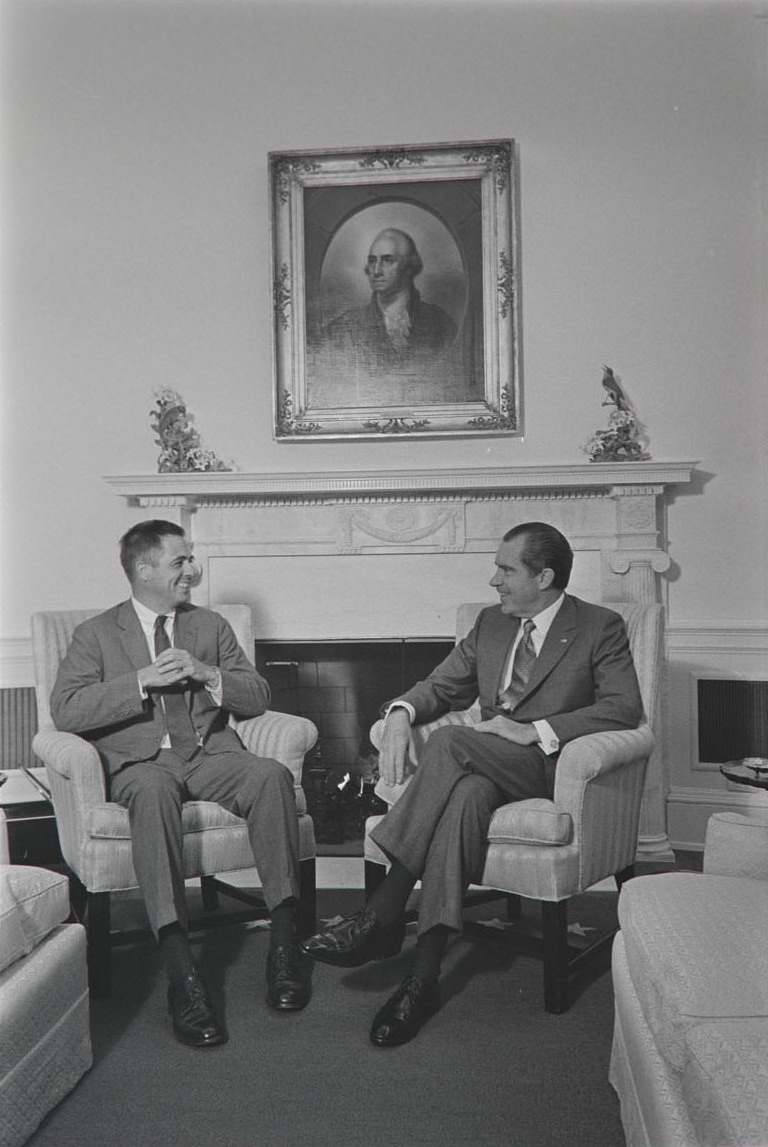
US-Senator-elect James L. Buckley und US-Präsident Richard Nixon (November 1970)

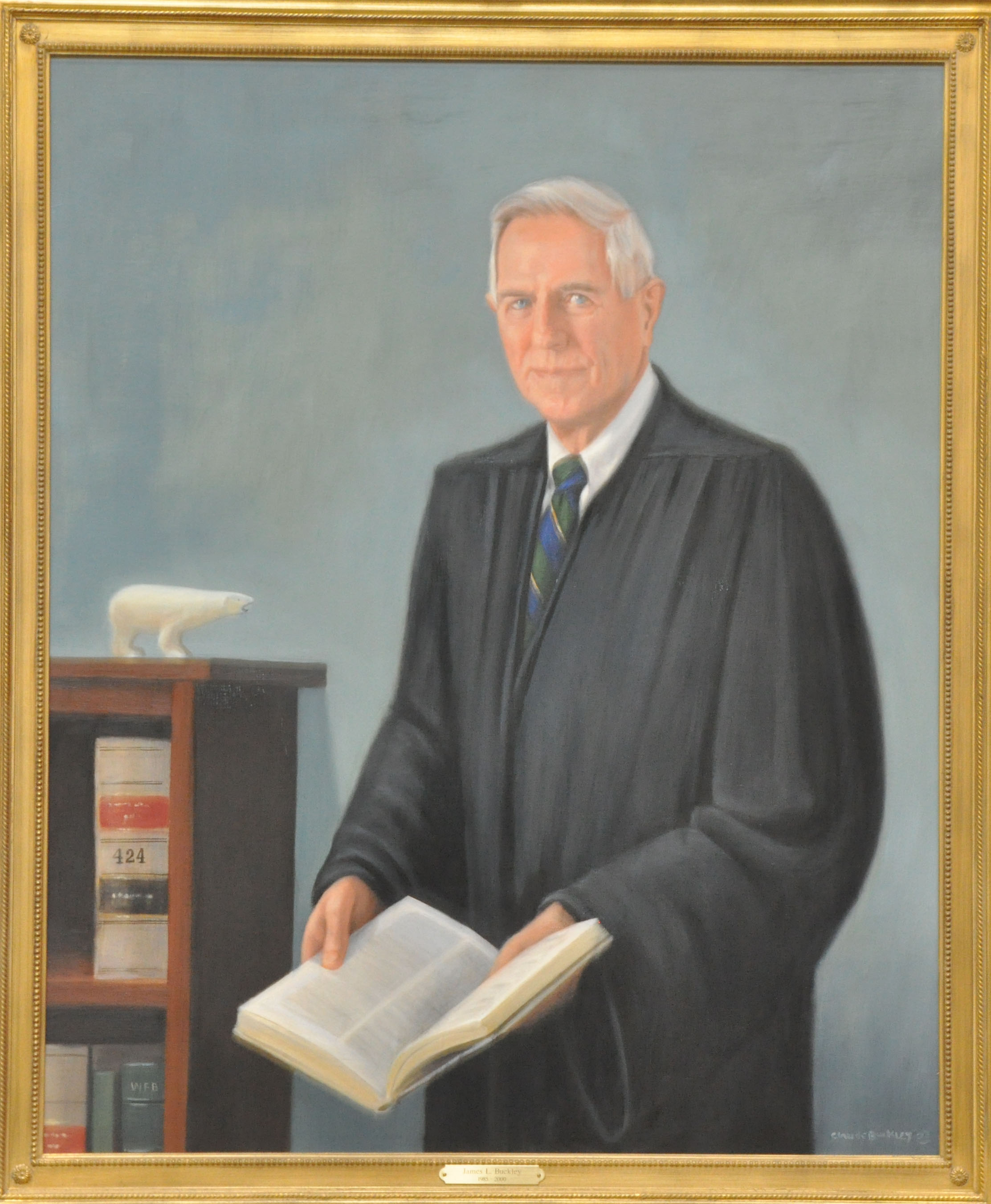
US-Richter James L. Buckley

James Lane Buckley (* 9. März 1923 in New York City, New York; † 18. August 2023 in Washington, D.C.) war ein US-amerikanischer Jurist und Politiker, der den Bundesstaat New York von 1970 bis 1977 im US-Senat vertrat. Er war der Kandidat der Conservative Party of New York und ist bis heute das letzte gewählte Mitglied einer dritten Partei, das in den Kongress einziehen konnte.

## Herkunft und früher Werdegang
James Buckleys Vater William Frank Buckley war ein erfolgreicher Geschäftsmann, der über seine beruflichen Beziehungen auch Einfluss auf die Politik in Mexiko nahm, ehe er während der Präsidentschaft von Álvaro Obregón des Landes verwiesen wurde. Zwei Jahre nach James kam sein jüngerer Bruder William zur Welt, der ein einflussreicher Autor, Journalist und Kommentator im konservativen Spektrum wurde.
Nach dem Besuch einer weiterführenden Schule in Millbrook schrieb sich James Buckley an der Yale University ein, wo er ein Mitglied der Studentenverbindung Skull & Bones war. Er machte 1943 seinen Abschluss in Yale; bereits im Vorjahr war er der US Navy beigetreten. Während des Zweiten Weltkrieges erreichte er den Rang eines Lieutenant Junior Grade, ehe er 1946 aus dem Dienst ausschied. Nachdem er nach Yale zurückgekehrt war und dort 1949 sein juristisches Examen bestanden hatte, wurde er im Jahr darauf in die Anwaltskammer von Connecticut aufgenommen und begann in New Haven zu praktizieren. Im Jahr 1953 trat er in das Industrieunternehmen Catawba Corporation ein, dessen Vizepräsident und Direktor er wurde. Diese Posten hatte er bis 1970 inne.

## Politische Laufbahn
1968 bewarb sich Buckley erstmals als Kandidat der Conservative Party um eines der beiden Senatsmandate für New York. Die Nominierung der Republikaner ging wiederum an den Amtsinhaber Jacob K. Javits, der zum liberalen Mehrheitsflügel der Partei um Nelson Rockefeller gehörte und auch von der Liberal Party of New York unterstützt wurde. Javits gewann ungefährdet vor dem Demokraten Paul O’Dwyer, doch mit knapp 1,4 Millionen Stimmen erzielte Buckley als Dritter ein gutes Ergebnis. Dies lag daran, dass er viele Stimmen von unzufriedenen konservativen Republikanern erhalten hatte.
Zwei Jahre später trat Buckley erneut zur Senatswahl an. Mandatsinhaber war mit Charles Goodell ein Republikaner, den Gouverneur Rockefeller zwei Jahre zuvor als Nachfolger des ermordeten Demokraten Robert F. Kennedy ernannt hatte. Goodell hatte sich seitdem im Senat als Gegner des Vietnamkrieges einen Namen gemacht. Buckleys Werbeplakate trugen den Slogan: “Isn’t it time we had a Senator?” (etwa: „Wäre es nicht an der Zeit, einen Senator zu haben?“) Goodell kam über 1,4 Millionen Stimmen nicht hinaus und teilte sich damit die liberale Wählerschaft mit dem Demokraten Richard Ottinger, der 2,17 Millionen Stimmen erhielt. Buckley erzielte mit fast 2,3 Millionen Stimmen, was einen Anteil von 38,7 Prozent ausmachte, den Sieg.
Buckley brachte im Senat 1974 einen Vorschlag ein, wonach der Begriff „Person“ im 14. Verfassungszusatz, der unter anderem die Grundlagen des Staatsbürgerschaftsrechts enthält, um das Embryo erweitert werden sollte. 1976 bewarb er sich um die Wiederwahl, wobei er diesmal auch der Kandidat der Republikaner war. Innerhalb der Partei hatte der liberale Flügel um den zwischenzeitlich zum US-Vizepräsidenten ernannten Nelson Rockefeller an Einfluss verloren. Seine Chancen standen zunächst gut, da die Favoritin auf die demokratische Nominierung die liberale Feministin Bella Abzug war. Als dann aber Daniel Patrick Moynihan, US-Botschafter bei den Vereinten Nationen, auf demokratischer Seite in den Wahlkampf einstieg, wendete sich das Blatt; der konservative Teil der demokratischen Anhängerschaft, auf den Buckley gehofft hatte, blieb der eigenen Partei treu. Moynihan gewann mit 54 Prozent der Stimmen; Buckley, der 45 Prozent erhielt, musste den Senat nach sechs Jahren wieder verlassen.
Bei der Republican National Convention im August 1976 in Kansas City gab es Bestrebungen, Buckley als Kandidaten für die Präsidentschaft aufzustellen; diese gingen von Senator Jesse Helms aus North Carolina aus, der damit eine Nominierung von Ronald Reagan verhindern wollte. Dieser galt zwar im Vergleich zu Amtsinhaber Gerald Ford als deutlich konservativer, hatte aber angekündigt, im Fall seiner Wahl den liberalen Senator Richard Schweiker aus Pennsylvania als Running Mate zu berufen. Helms wollte dies verhindern; als Präsident Ford im ersten Wahlgang mit knapper Mehrheit gegen Reagan gewann, wurde das Vorhaben obsolet.
Nachdem er im Januar 1977 aus dem Senat ausgeschieden war, zog James Buckley wieder nach Connecticut. Dort wurde er 1980 von den Republikanern als Nachfolger des ausscheidenden demokratischen Senators Abraham A. Ribicoff nominiert, doch er verlor die Wahl gegen den Demokraten Chris Dodd, der dieses Mandat in der Folge bis 2011 innehatte. Im folgenden Jahr amtierte Buckley nach dem Amtsantritt von Präsident Ronald Reagan kurzzeitig als Staatssekretär (Under Secretary for International Security Affairs) im US-Außenministerium.

## Weiterer Lebenslauf
1982 schied Buckley aus dem Ministerium aus, um Präsident von Radio Free Europe zu werden. Dies blieb er bis 1985, als er von Präsident Reagan zum Richter am Bundesberufungsgericht für den District of Columbia ernannt wurde. 1996 wechselte er in den Senior-Status, womit er nominell Mitglied des Gerichtshofes blieb, faktisch aber in den Ruhestand ging.
Er lebte zuletzt mit seiner Frau Ann in Sharon (Connecticut) und starb 2023 im Alter von 100 Jahren.